# Oda van Hessengouw
Oda van Hessengouw (circa 874 - tussen 899 en 903) was van 888 tot 899 koningin-gemalin van Oost-Francië en van 896 tot 899 koningin-gemalin van Italië en keizerin-gemalin van het Heilige Roomse Rijk. Vermoedelijk maakte ze deel uit van de Konradijnen-dynastie.

## Levensloop
Oda was vermoedelijk een dochter van graaf Berengarius I van Hessengouw. 
In het jaar 888 huwde Oda met Arnulf van Karinthië (845-899), de koning van Oost-Francië en vanaf 896 ook koning van Italië en keizer van het Heilige Roomse Rijk. De eerste jaren bleef hun huwelijk kinderloos, hetgeen Arnulf ertoe aanzette om in Forcheim een keizerlijke assemblee samen te roepen met de vraag om zijn buitenechtelijke zonen Zwentibold en Ratold te erkennen als erfgenamen. Niettemin baarde Oda in 893 een zoon Lodewijk het Kind (893-911), die zijn vader later opvolgde als koning van Oost-Francië. Ze werd ook vaak vermeld in regeringsdocumenten van haar echtgenoot, bijvoorbeeld bij het toekennen van privileges aan de Abdij van Kremsmünster, het Klooster van Altötting en de bisdommen Worms en Freising.
Haar echtgenoot was de laatste jaren van zijn leven zwaar ziek en hierdoor niet bekwaam om te regeren. Oda nam op een daadkrachtige wijze de regeringszaken waar, hetgeen haar ook vijanden opleverde. In juni 899 werd ze zelfs beschuldigd van overspel. Oda moest zichzelf verdedigen op een assemblee in Regensburg, waar ze haar onschuld uitriep en dankzij de hulp van 72 getuigen vrijgesproken werd. Enkele maanden later stierf haar echtgenoot en kwam haar zoon Lodewijk IV op de Oost-Frankische troon. Oda was niet betrokken bij zijn regentschap en trok zich vermoedelijk terug in de landerijen van haar familie. Ze overleed tussen 899 en 903 en liet haar bezittingen na aan de Kerk. Oda werd bijgezet in de Abdij van Sankt Emmeram in Regensburg.